# فو تشونغ
فو تشونغ (بالصينية: 傅鐘) هو سياسي صيني، ولد في 23 يونيو 1900 في Xuyong County ‏ في الصين، وتوفي في 28 يوليو 1989 في بكين في الصين. نشط حزبياً في الحزب الشيوعي الصيني.